# George Thompson (explorador)
George Thompson (c. 1570 – marzo de 1620) fue un explorador y navegante británico, pionero europeo en la exploración del río Gambia.

## Biografía
En septiembre de 1618, fue el primer navegante europeo en explorar el río Gambia. Tenía el objetivo de llegar a Tombuctú pero fue atacado por los portugueses y no pudo llegar a su destino. Estuvo acompañado por Thomas Coxe con quien continuó su expedición, pero murió durante una pelea en marzo de 1620.